# Departamento de Río Seco
Departamento de Río Seco är en kommun i Argentina.   Den ligger i provinsen Córdoba, i den centrala delen av landet, 700 km nordväst om huvudstaden Buenos Aires. Antalet invånare är 12 635. Arean är 6 754 kvadratkilometer.
Terrängen i Departamento de Río Seco är platt österut, men västerut är den kuperad.
Trakten runt Departamento de Río Seco består i huvudsak av gräsmarker. Runt Departamento de Río Seco är det mycket glesbefolkat, med 2 invånare per kvadratkilometer.